# Контамінація (геологія)
Контамінація (рос. контаминация, англ. contamination, нім. Kontamination f) — процес забруднення або зміни складу магматичних гірських порід порід під дією асиміляції (захоплення і переробки) магмою бокових осадових і метаморфічних порід іншого, ніж материнська магма складу. Той же процес, при асиміляції магмою іншої магми або магматичних порід, називається гібридизмом. Контамітація можлива, якщо температура магми достатня для переплавлення захоплених шматків (ксенолітів) вмісних порід.